# Oedoparena
Oedoparena là một chi ruồi trong họ Dryomyzidae, gồm 3 loài.

## Các loài
- O. glauca (Coquillett, 1900) [1]
- O. minor Suwa, 1981[3]
- O. nigrifrons Mathis and Steyskal, 1980[4]